# Tijarafe
Tijarafe é um município da Espanha na província de Santa Cruz de Tenerife, comunidade autónoma das Canárias. Tem 53,76 km² de área e em 2021 tinha 2 560 habitantes (densidade: 47,6 hab./km²).

## Demografia
| Variação demográfica do município entre 1991 e 2004 | Variação demográfica do município entre 1991 e 2004 | Variação demográfica do município entre 1991 e 2004 | Variação demográfica do município entre 1991 e 2004 |
| --------------------------------------------------- | --------------------------------------------------- | --------------------------------------------------- | --------------------------------------------------- |
| 1991                                                | 1996                                                | 2001                                                | 2004                                                |
| 2195                                                | 2658                                                | 2730                                                | 2666                                                |